# هیره فولیکول مو
دمودکس فولیکولاروم (نام علمی: Demodex folliculorum) یا هیره فولیکول مو، یک هیره میکروسکوپی است که فقط روی پوست انسان زنده می‌ماند. این هیره‌ها روی پوست اکثر افراد هستند. هیره‌ها معمولاً هیچ آسیبی ندارند، بنابراین بیش از آنکه انگل باشند، همسفرگی به‌شمار می‌روند. با این حال، بیماری ناشی از آنها به عنوان دمودیکوزیس شناخته می‌شود.